# Ormosia grandistipulata
Ormosia grandistipulata är en ärtväxtart som beskrevs av Timothy Charles Whitmore. Ormosia grandistipulata ingår i släktet Ormosia och familjen ärtväxter. Inga underarter finns listade i Catalogue of Life.